# Alfredo Masi
El Dr. Alfredo Masi, nació el 4 de febrero de 1909 en Tres Arroyos Provincia de Buenos Aires. Falleció en La Plata, el 26 de febrero de 2000.
Se graduó de abogado en la Universidad Nacional de La Plata en 1931. Realizó una extensa carrera judicial en la Provincia de Buenos Aires. 

## Actividad política y judicial
En San Nicolás de los Arroyos conoció a Vicente Solano Lima que ejercía como abogado, quien al ser designado ministro de Gobierno en la administración del Dr. Rodolfo Moreno, le ofreció a Masi la secretaría de esa cartera política, cargo que ejerció hasta el 13 de abril de 1943. 
En 1957 el Partido Conservador Popular lo eligió como candidato a Gobernador. Pasada esa instancia, el Dr. Masi fue designado como camarista en la Justicia Federal, en donde se desempeñó durante diecisiete años hasta jubilarse en 1975. 
Asimismo ejerció la Fiscalía y Asesoría de Gobierno, en la Intervención Federal a la Provincia de Salta en 1975 hasta el golpe militar de 1976.

## Actividad académica
Fue profesor de Derecho Penal, en sus comienzos como adjunto del Dr. José Peco.
- Datos: Q5667840